# Sjömyran
Sjömyran är en bebyggelse i södra delen av Umeå kommun. Sjömyran ligger vid Stöcksjön, väster om centrala Svedjan, närmare en mil sydväst om Umeå. Före 2023 avgränsades området av SCB till en separat småort men från 2023 som en del av tätorten Svedjan.